# أوبرا عربية

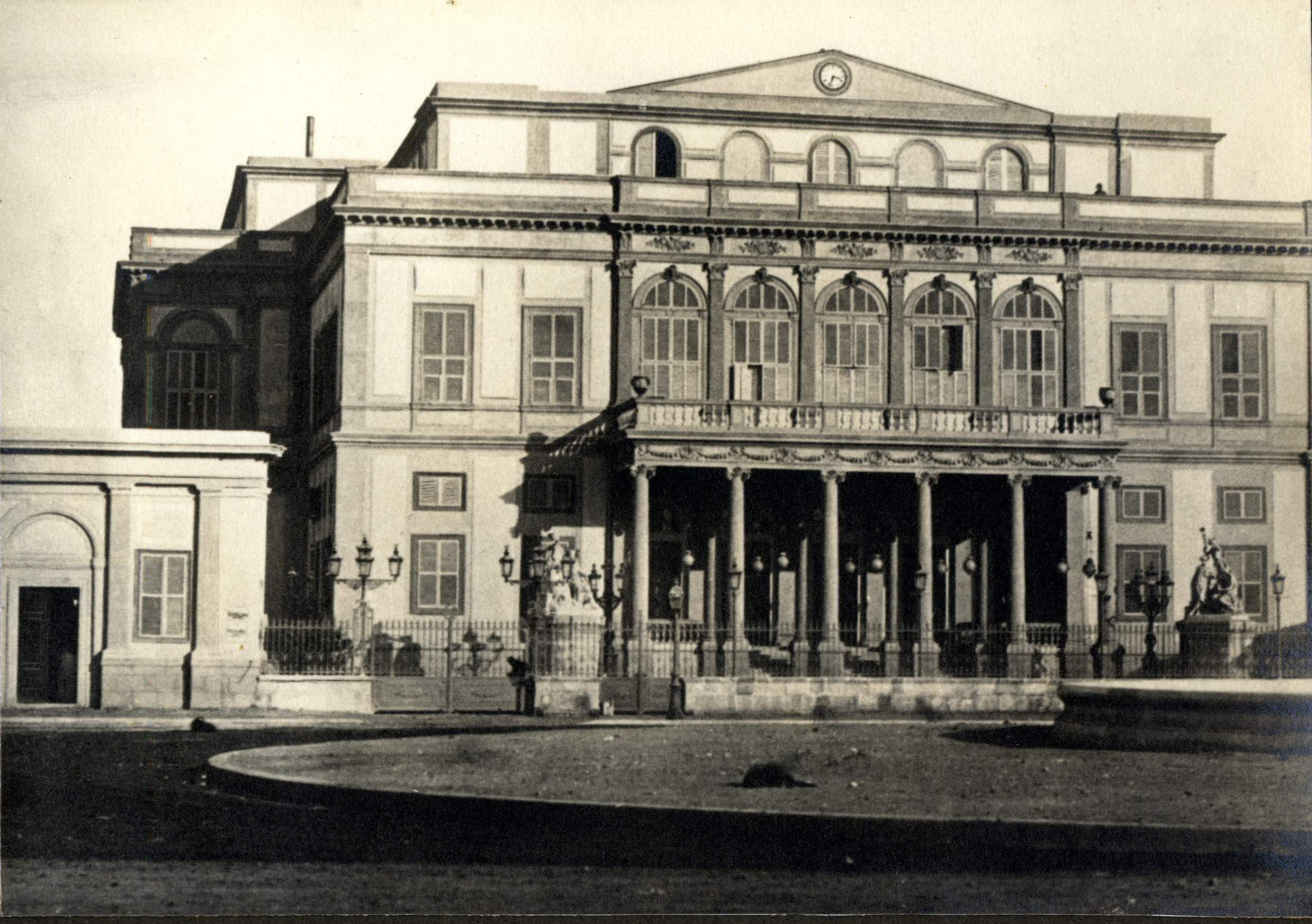
دار الأوبرا الخديوية سنة 1869

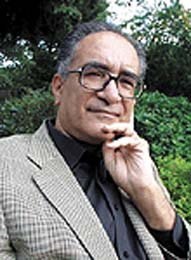
دكتور على صادق

بدأ تاريخ الأوبرا في العالم العربي عندما أُديت أوبرا عايدة لفيردي في دار الأوبرا الخديوية بالقاهرة سنة 1871، غير أن هذه الأوبرا أُديت بالإيطالية.

## أوبرات غربية أديت باللغة العربية
في سنة 1961 أدت رتيبة الحفني دور الأرملة الطروب بالعربية في أوبرا ليهار التي تحمل نفس الاسم، ثم أعقبت ذلك بالغناء بالعربية في أوبرا لا ترافياتا لجوزيبي فيردي سنة 1964، ثم في أوبرا غلوك المسماة أورفيوس ويوريديس عام 1970، قبل عام من احتراق دار الأوبرا القديمة.
في 6 مارس 2008 شهد مهرجان العين للموسيقى الكلاسيكية في مدينة العين بدولة الإمارات العربية المتحدة تقديم ترجمة عربية لأوبرا موتسارت دون جيوفاني كتبها الموسيقار المصري علي صادق، وأخرجها المخرج الأوبرالي البولندي ريزارد بيريت وقدمها كورال الجامعة الأنطونية في بعبدا بلبنان وأوركسترا وارسو الفيلهارموني لموسيقى الغرفة، بقيادة زبيغنييف غراكا. وقد استهدف المشروع تقديم أوبرات أخرى لموتسارت بالعربية، من بينها زواج فيغارو والناي المسحور.

## أوبرات كتبت بالعربية
يرجح أن أول أوبرا كُتبت بالعربية هي أوبرا «الملكين» للمؤلف الموسيقي اللبناني وديع صبرا، والتي كتب نصها الأب مارون غصن، وعُرضت في بيروت للمرة الأولى عام 1927، ولكنها فُقدت حاليًا.
كتب المؤلف الموسيقي المصري عزيز الشوان أوبرا عنتر سنة 1948 وأوبرا أنس الوجود وكلاهما تدور في أجواء تاريخية، كما كتب المؤلف الموسيقي المصري سيد عواد «مصرع كليوباترا»، وهي اقتباس أوبرالي من مسرحية أحمد شوقي الشعرية التي تحمل نفس الاسم، وكتب كامل الرمالي أوبرا «حسن البصري» المستوحاة من حكايات ألف ليلة وليلة، وكتب شريف محيي الدين أوبرا «ميرامار» ـ المستوحاة من رواية لنجيب محفوظ تحمل نفس الاسم ـ من كلمات سيد حجاب.
وكلف أمير قطر المؤلف الموسيقي الهولندي ميكايل بورستلاب بكتابة أوبرا «ابن سينا» عن حياة الطبيب والفيلسوف المسلم ابن سينا، وعُرضت في قطر عام 2003.